# Castello dei Templari (Peñíscola)
Il Castello dei Templari di Peñíscola è uno dei castelli meglio conservati di tutto l'occidente. Il castello è situato nella zona più elevata della città.

## Storia
Fu costruito dai templari sui resti dell’antica cittadella araba e fu eretto con muri di pietra lavorata. Il castello venne costruito tra il 1294 e il 1307 alla maniera dei castelli templari, con tutti gli quegli elementi tipologici e strutturali, maturati in due secoli di esperienza costruttiva fra oriente ed occidente, dovuti all'importante funzione militare che doveva svolgere. Nel 1307 Peñíscola tornò sotto il controllo della corona e l'ordine Templare venne soppresso  dopo poco tempo.
Tutti i possedimenti passarono così all'Ordine di Santa Maria di Montesa, che tenne il governo della città dal 1319 fino alla fine del XIV secolo.
Il  castello presenta  ancora oggi una tipologia comune a molti castelli di origine crociata presenti in Terrasanta, cioè organizzati con due o più cinte di difesa con  mura intervallate da torri di controllo, con la parte alta della fortezza organizzata attorno ad una corte sulla quale si affacciano sia la grande chiesa che il palazzo dell’Ordine Templare.
Sotto Benedetto XIII furono eseguiti alcuni lavori per la trasformazione del castello da fortezza in un palazzo papale. Egli riuscì a togliere il castello ai possedimenti dell'ordine di Montesa.
La maggior parte delle stanze al suo interno sono sormontate da volte a botte e le pareti sono in pietra lavorata. Gli incavi delle porte sono formati da archi con grosse pietre a cuneo. La costruzione è sobria e solida. L'Antipapa Benedetto XIII conosciuto come Papa Luna, dopo il suo trasferimento a Peñíscola nel 1411, trasformò il castello in palazzo e biblioteca pontificia nel periodo dello Scisma d'Occidente chiamato a sostituire Clemente VII come Papa ad Avignone.
Gli ambienti più interessanti del castello sono il “Corpo delle Guardie” e la Chiesa dei Templari, usata da Benedetto XIII e Clemente VIII come basilica papale.
Grazie agli ampliamenti della maestosa cinta bastionata progettata nel 1543, per ordine di Filippo II, dall'ingegnere Giovanni Battista Antonelli (1527-1588), Peñíscola resistette a numerosi assedi.
Molti furono infatti gli assedi subiti nel corso degli anni, i primi ad opera degli anglo-olandesi agli inizi del XVIII secolo e successivamente quelli condotti dalle truppe di Napoleone, tanto che la città di Peñíscola perse allora la sua funzione di fortezza. Però ciò avvenne solo nel 1890.

## Set cinematografico
I produttori della serie televisiva Il Trono di Spade hanno deciso di ambientarvi i paesaggi del regno di Dorne. Questo stesso regno è stato ricreato in Spagna durante le riprese della quinta stagione, a Siviglia e a Cordova.

## Galleria d'immagini

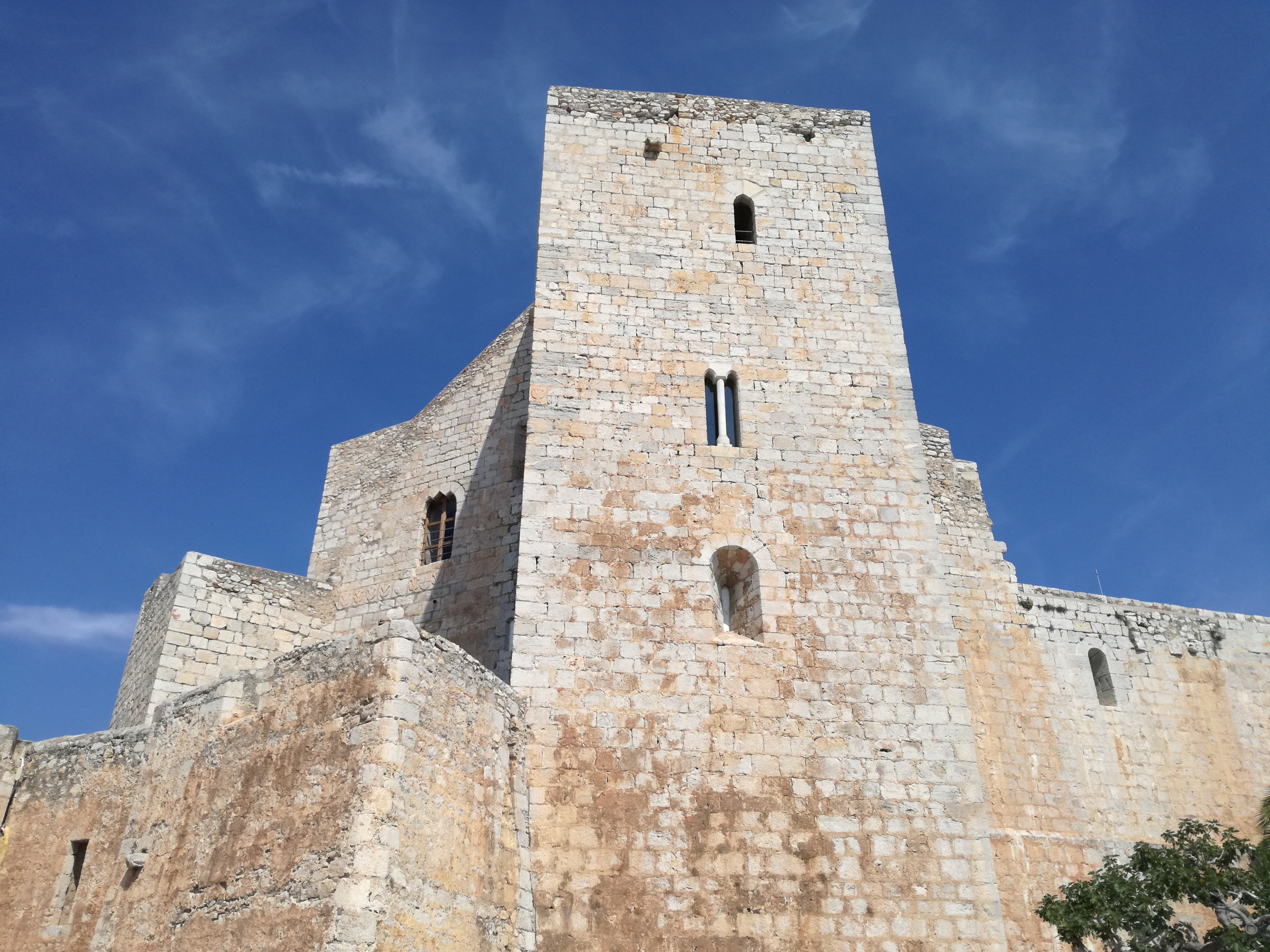
Castello dei Templari
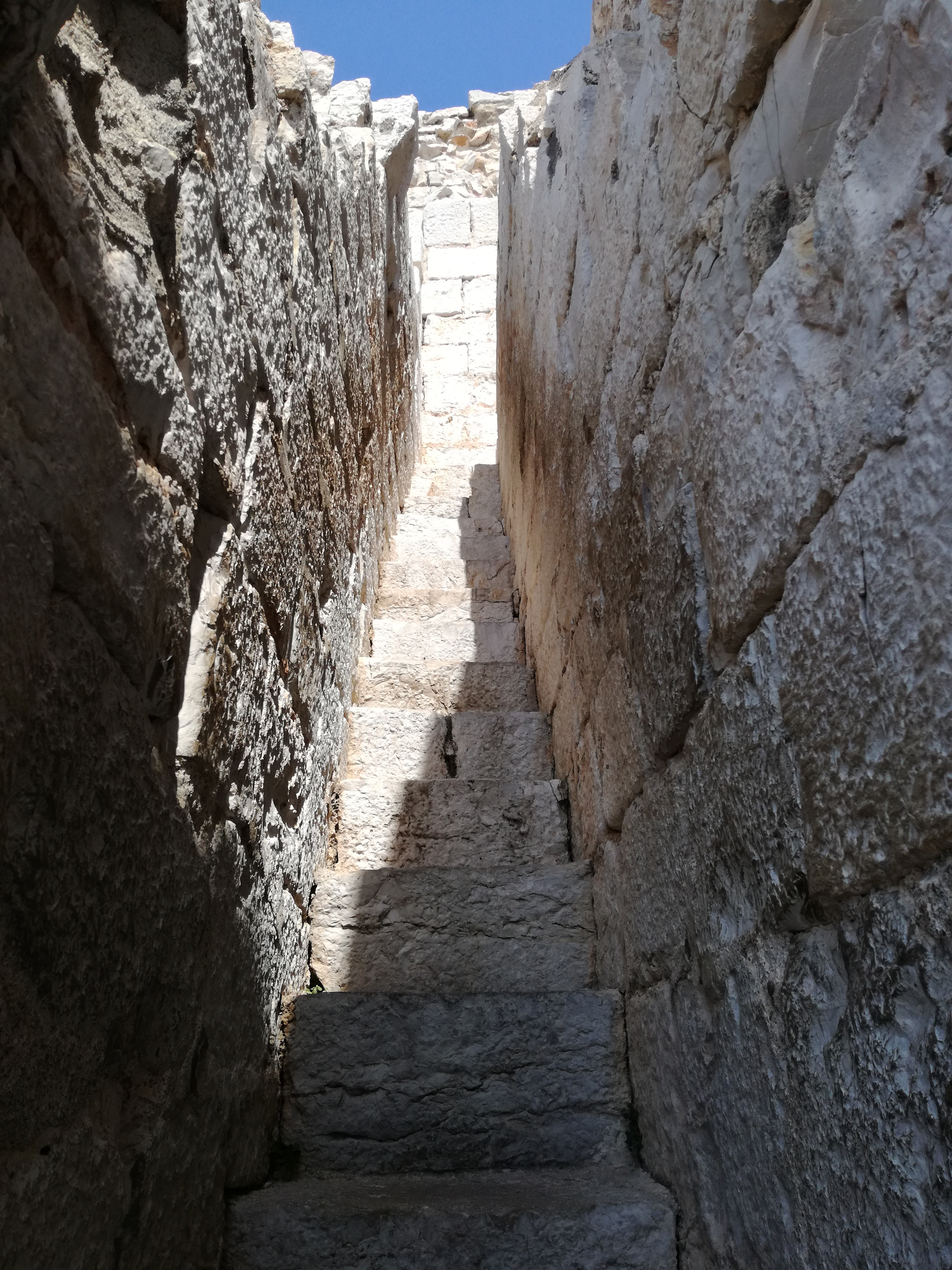
Castello Peñíscola scalinata
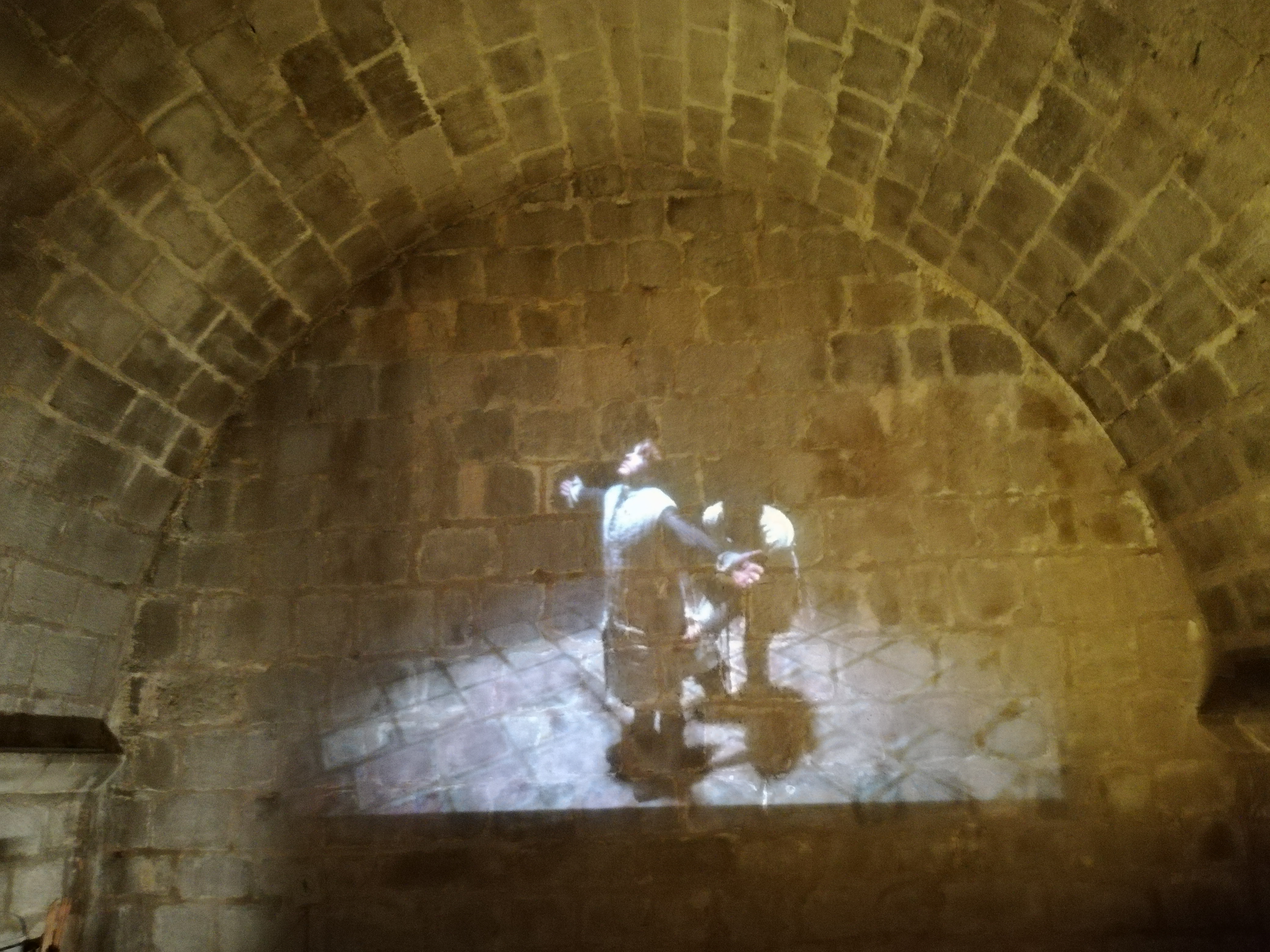
Castello dei Templari interno
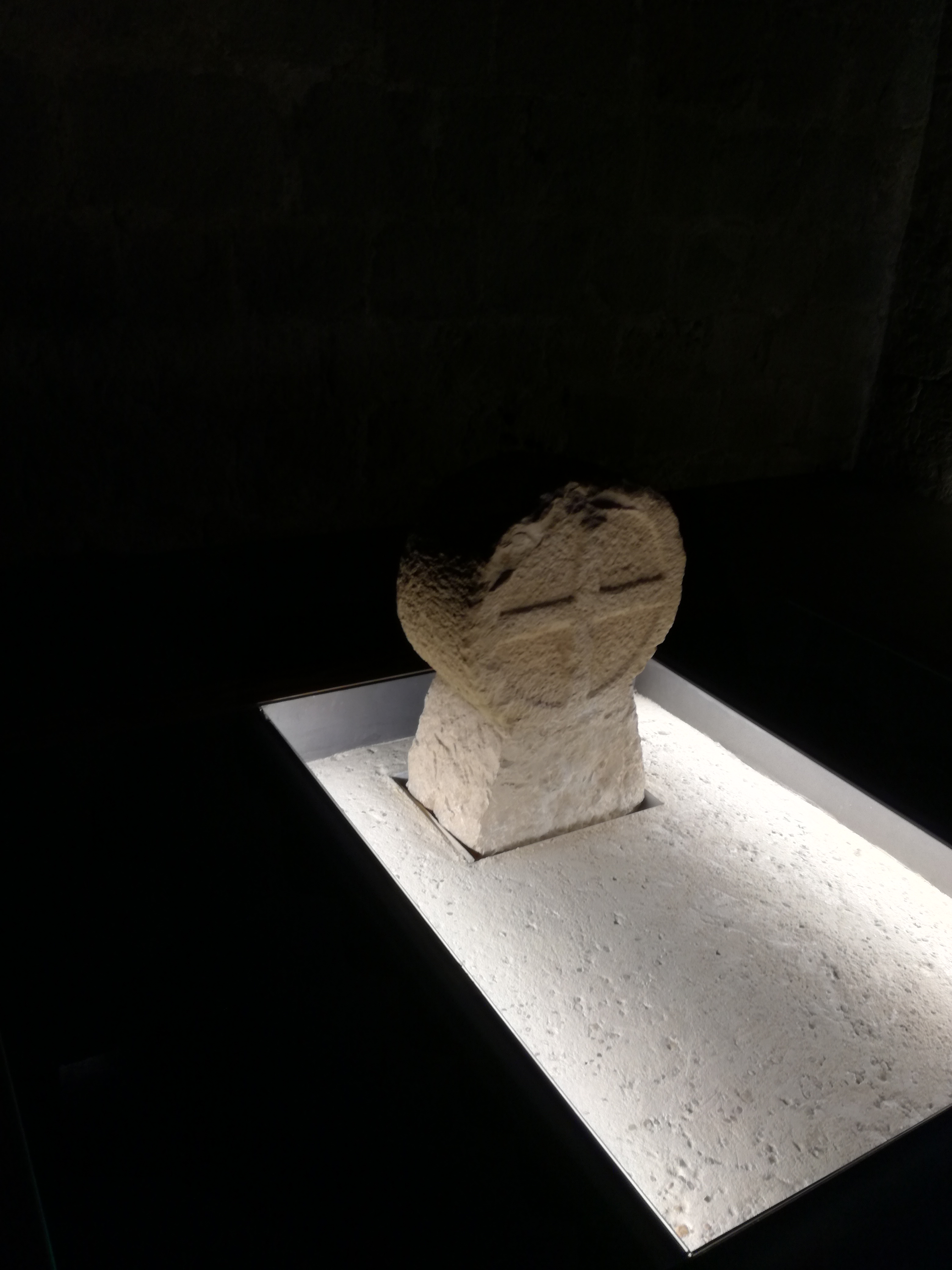
Croce templare Peñíscola
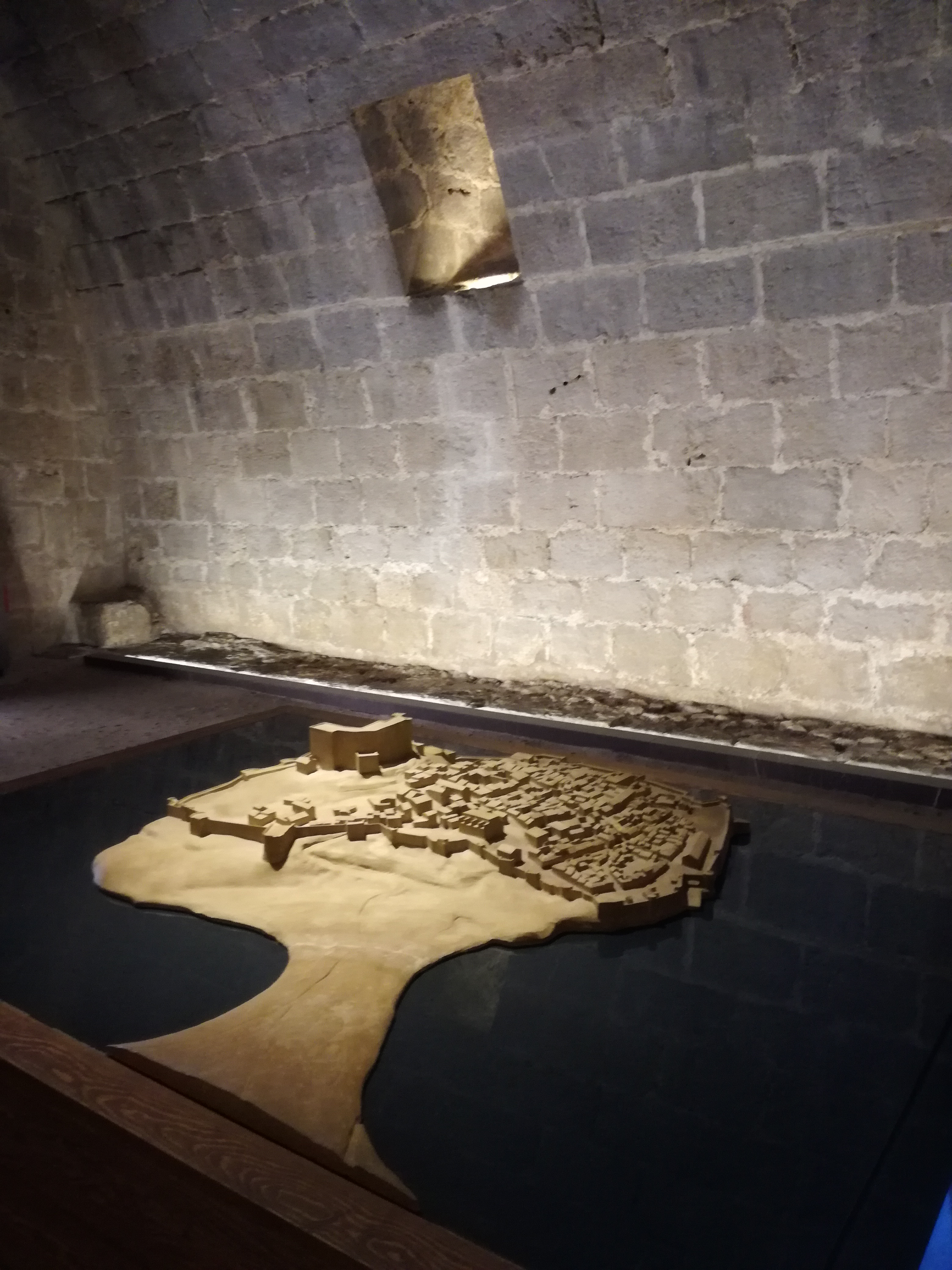
castello interno
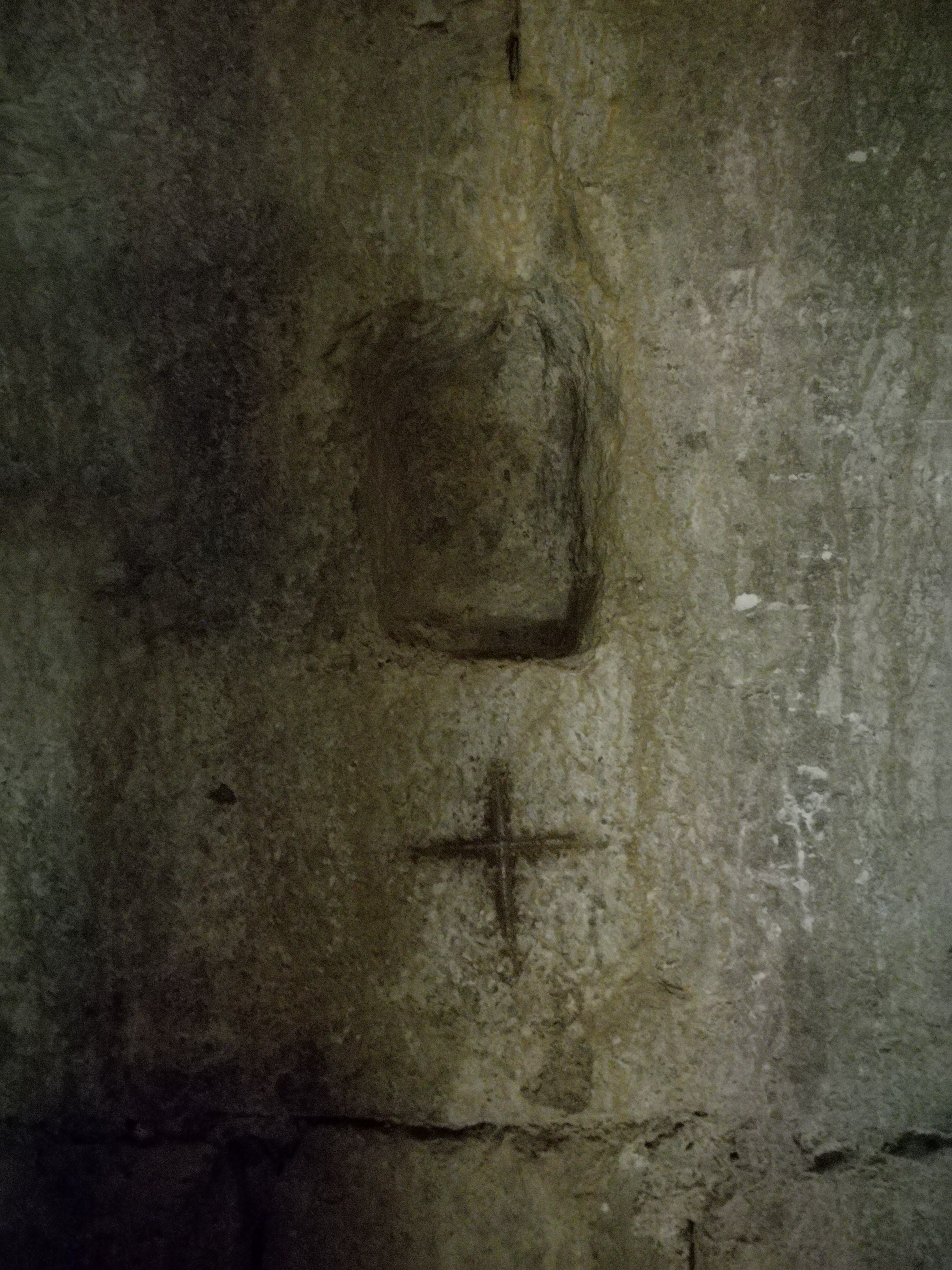
Croce dei templari a Peñíscola
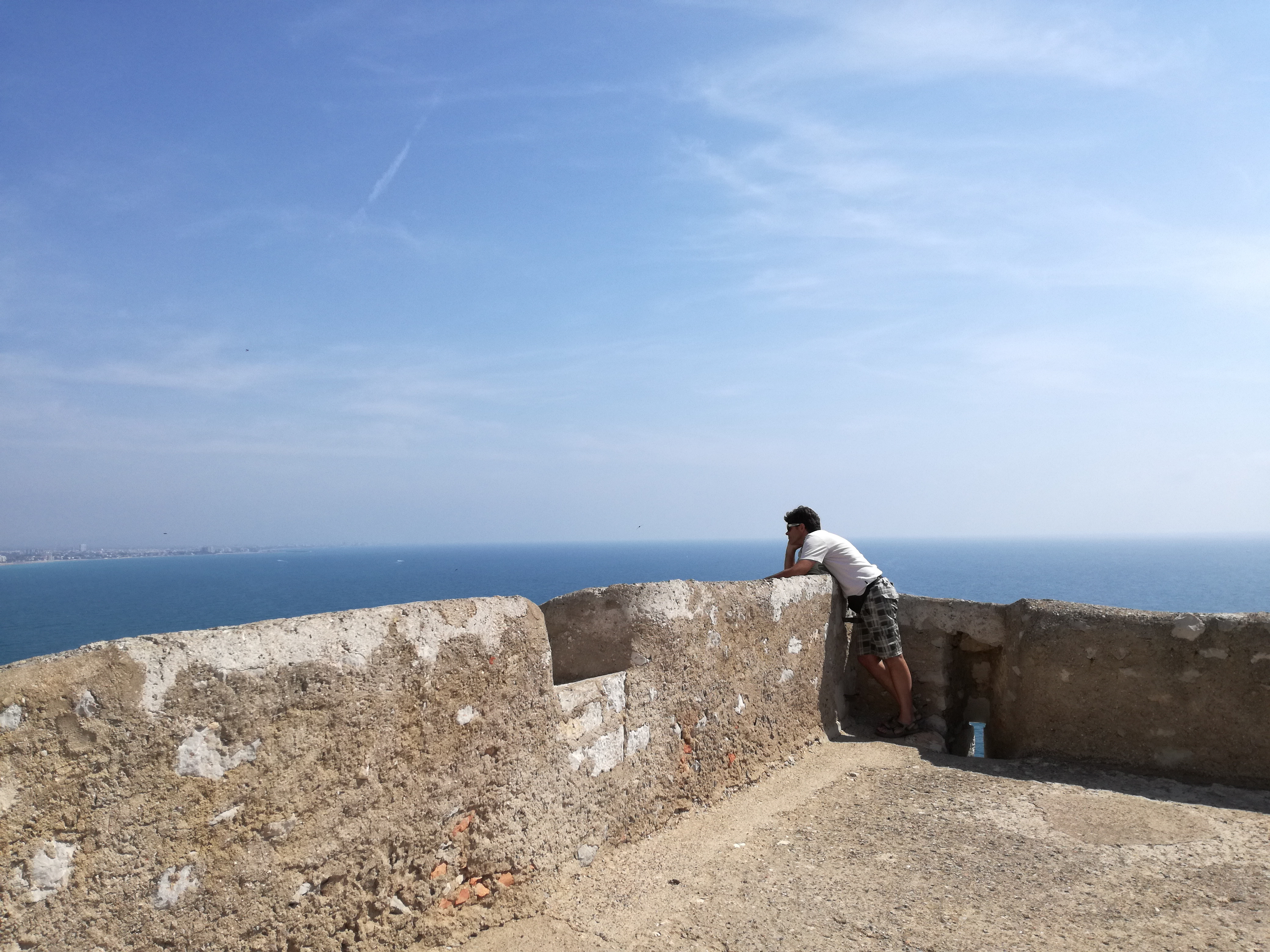
castello Peñíscola
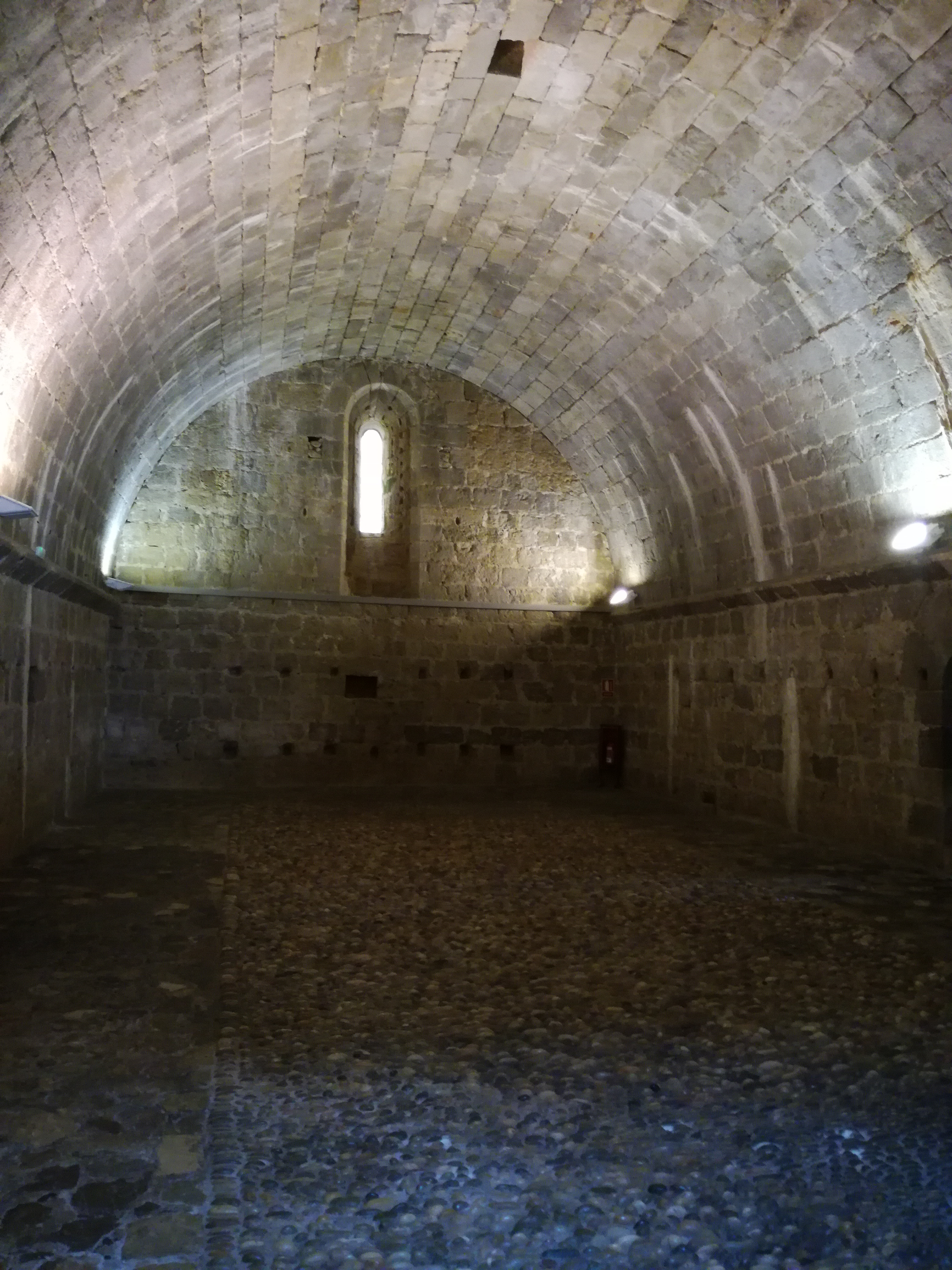
Sala capitolare Peñíscola
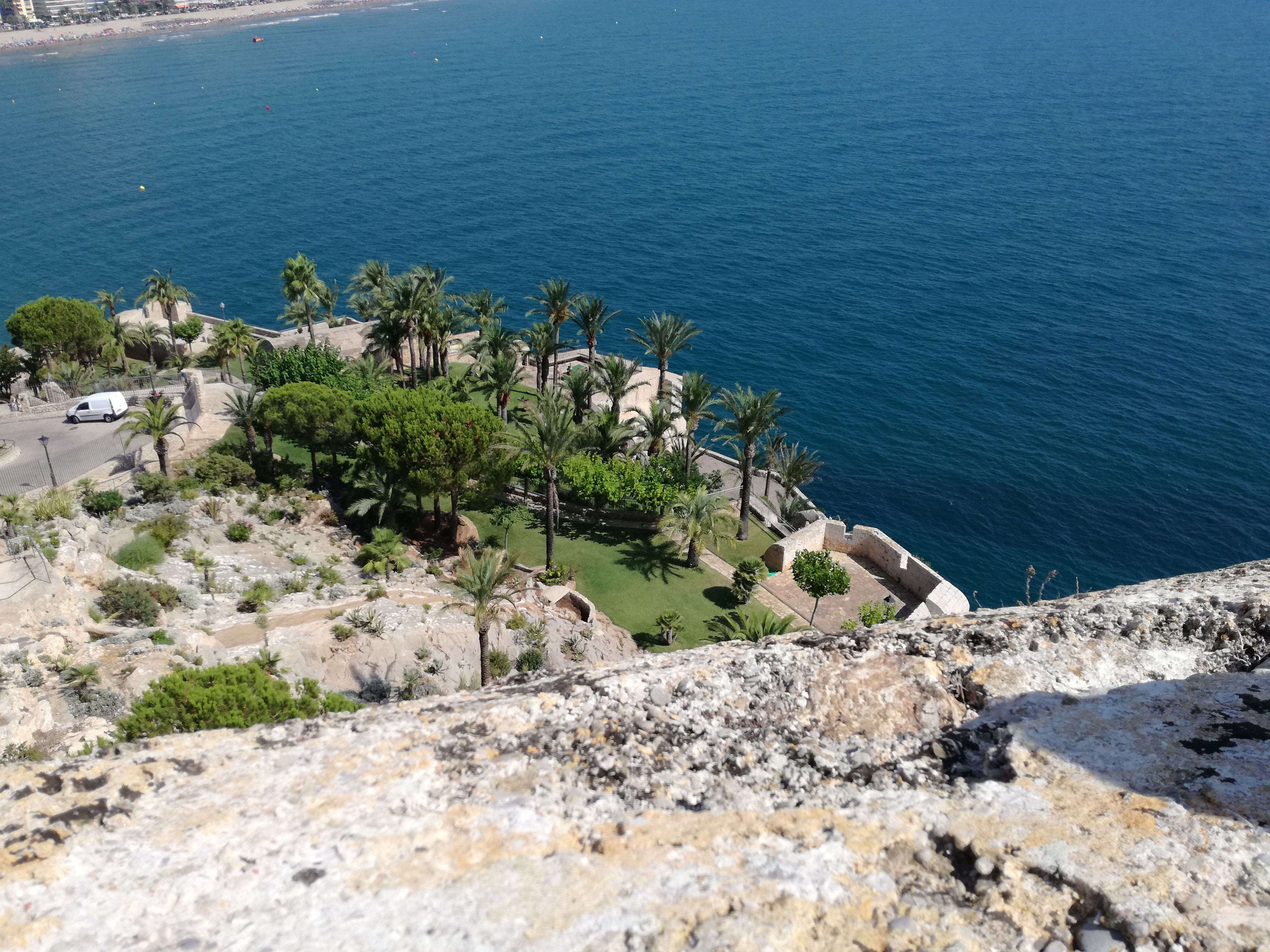
Veduta dal castello di Peniscola
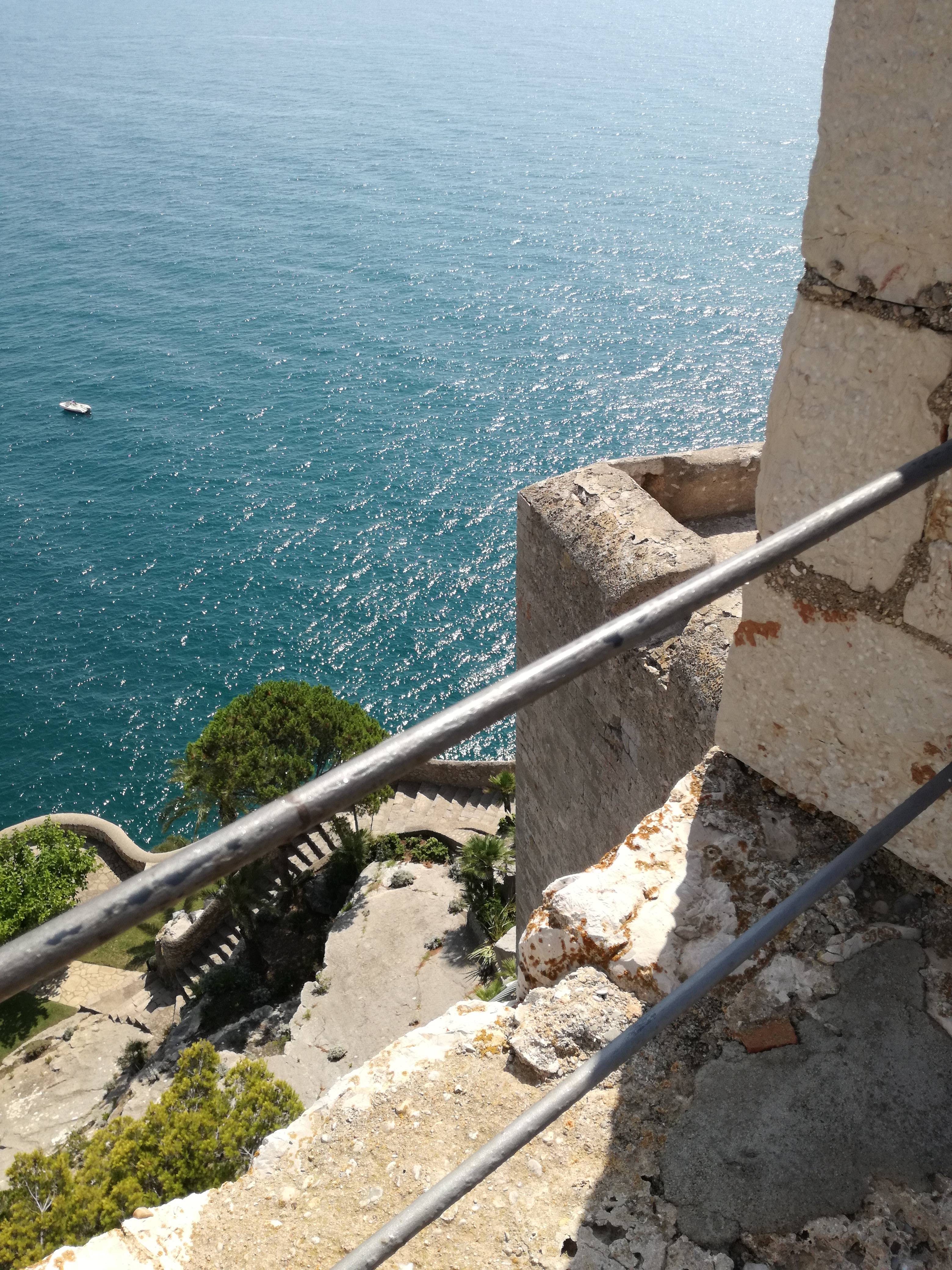
Veduta dal Castello
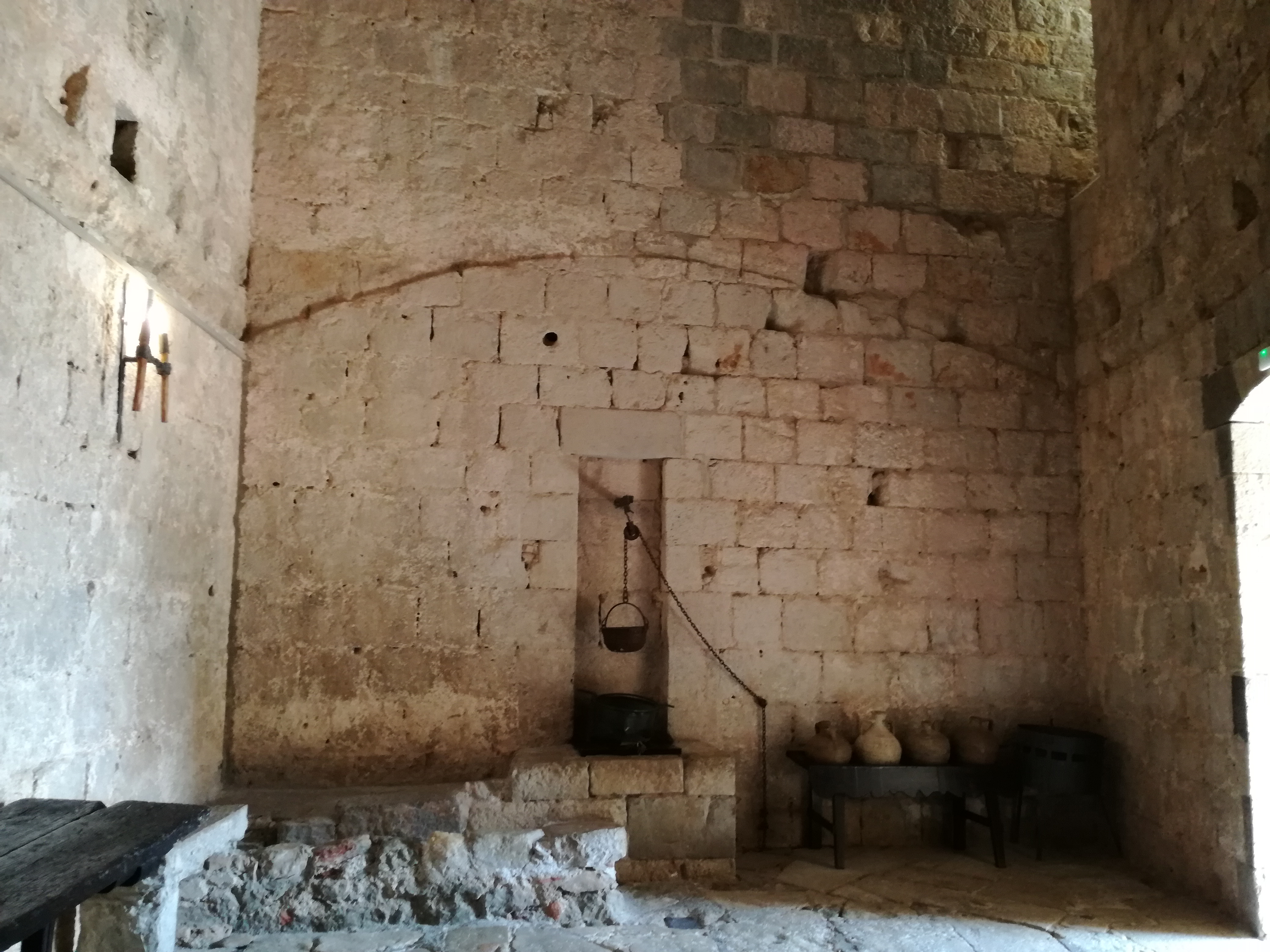
Castello di Peñíscola interno
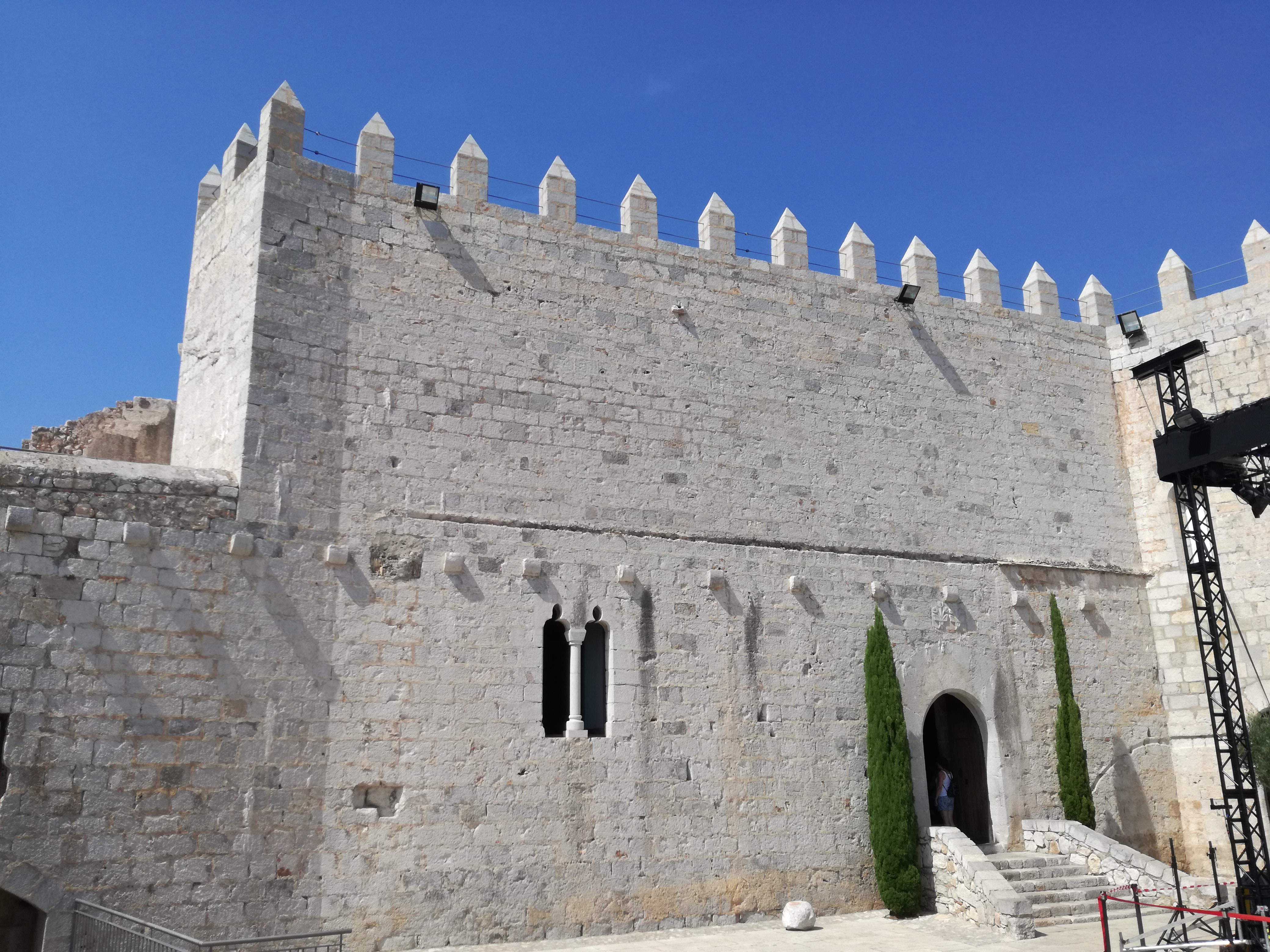
Castello Peñíscola
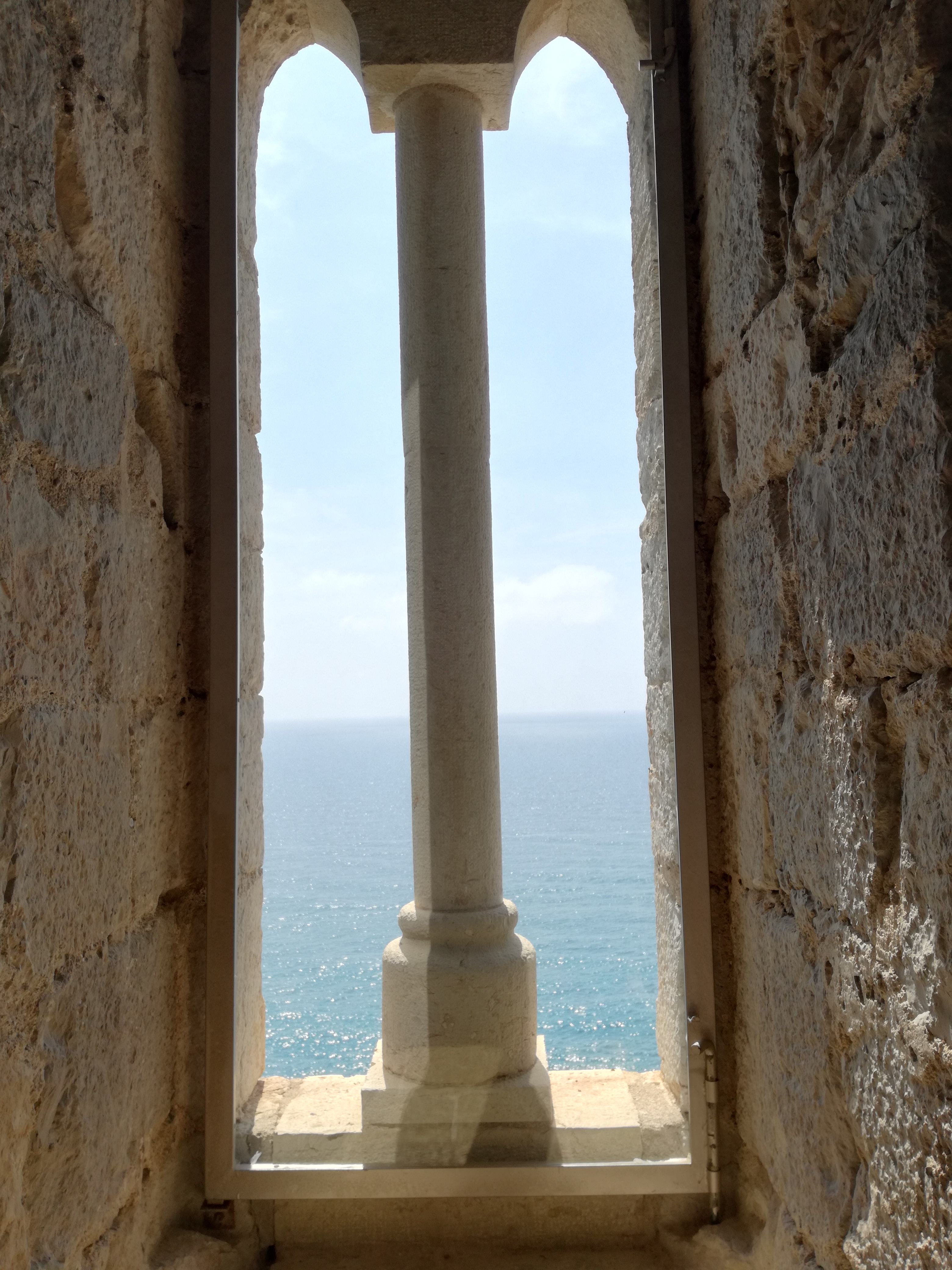
Bifora del castello
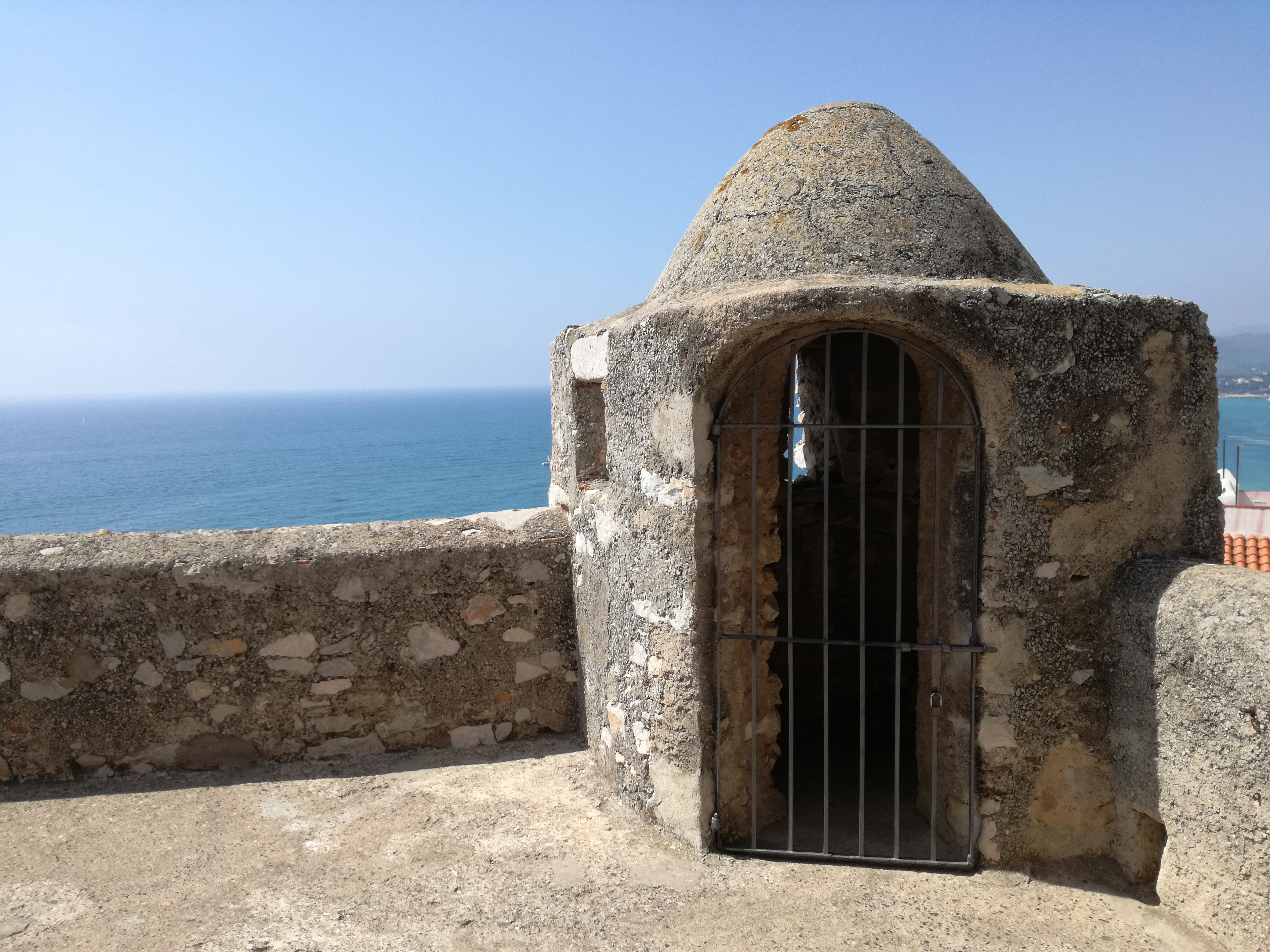
Punto di guardia del castello
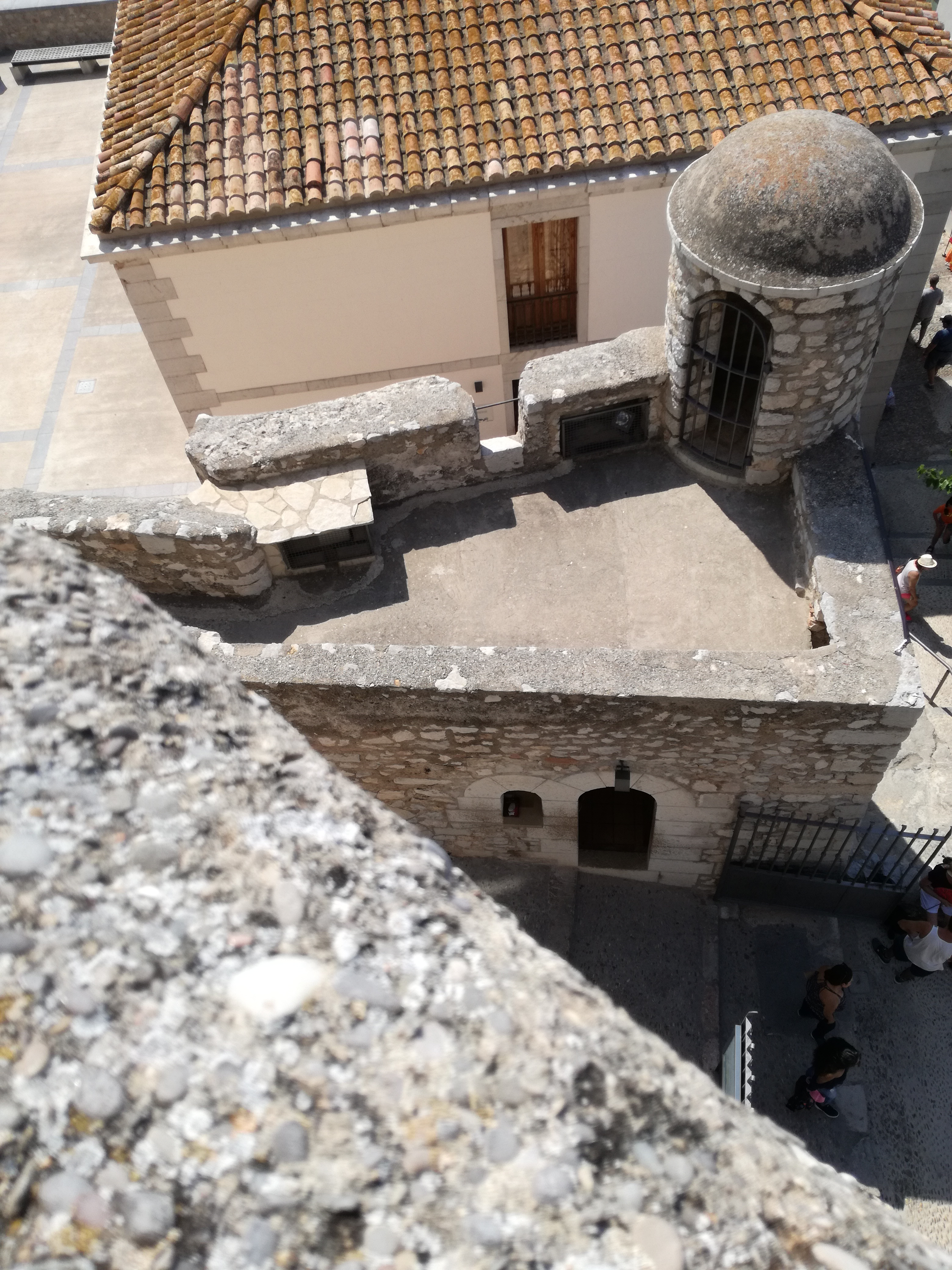
Veduta dalla sommità del castello
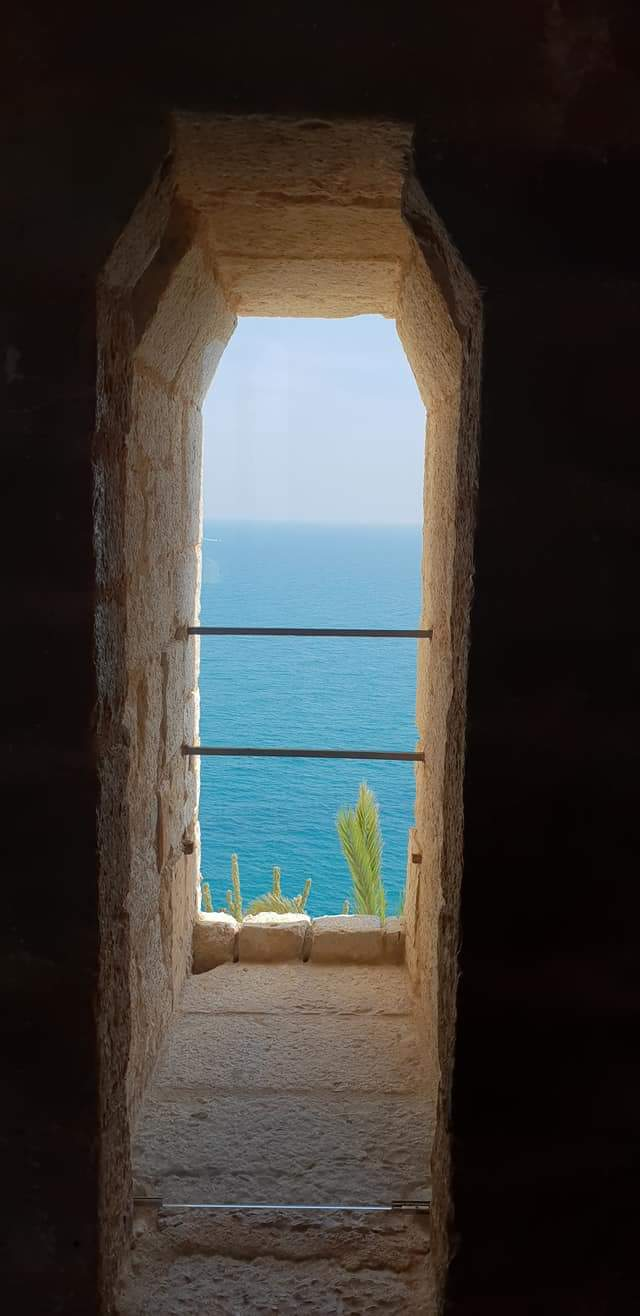
Peniscola finestra del Castello
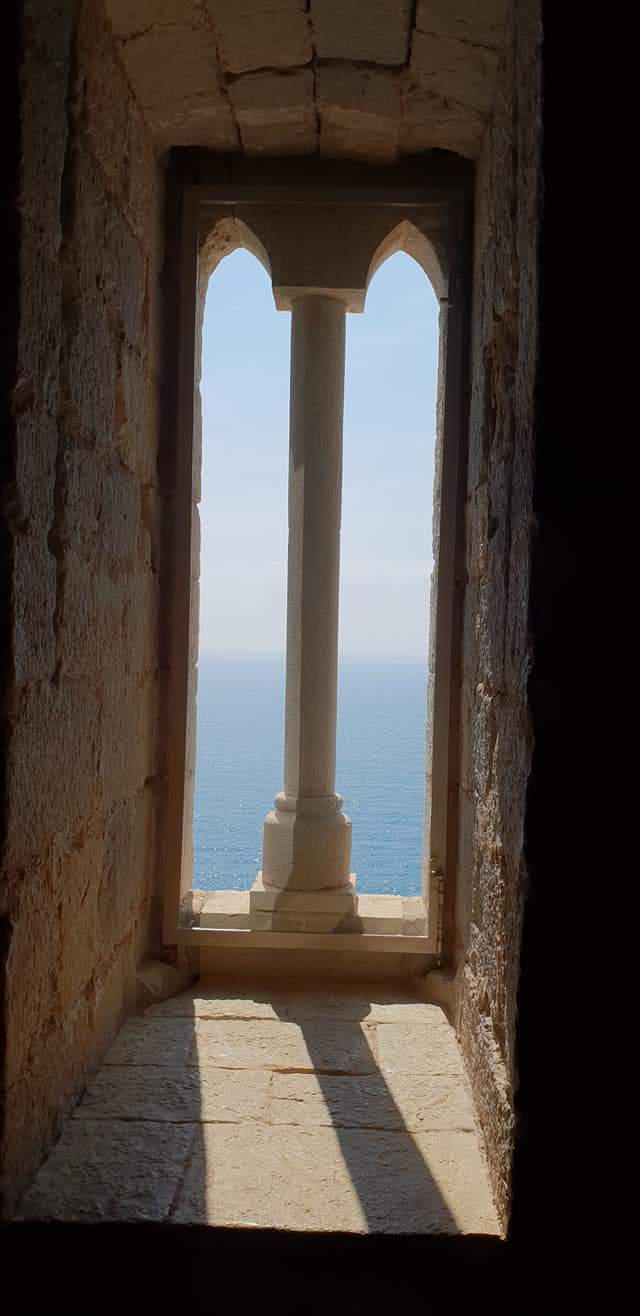
Bifora del castello
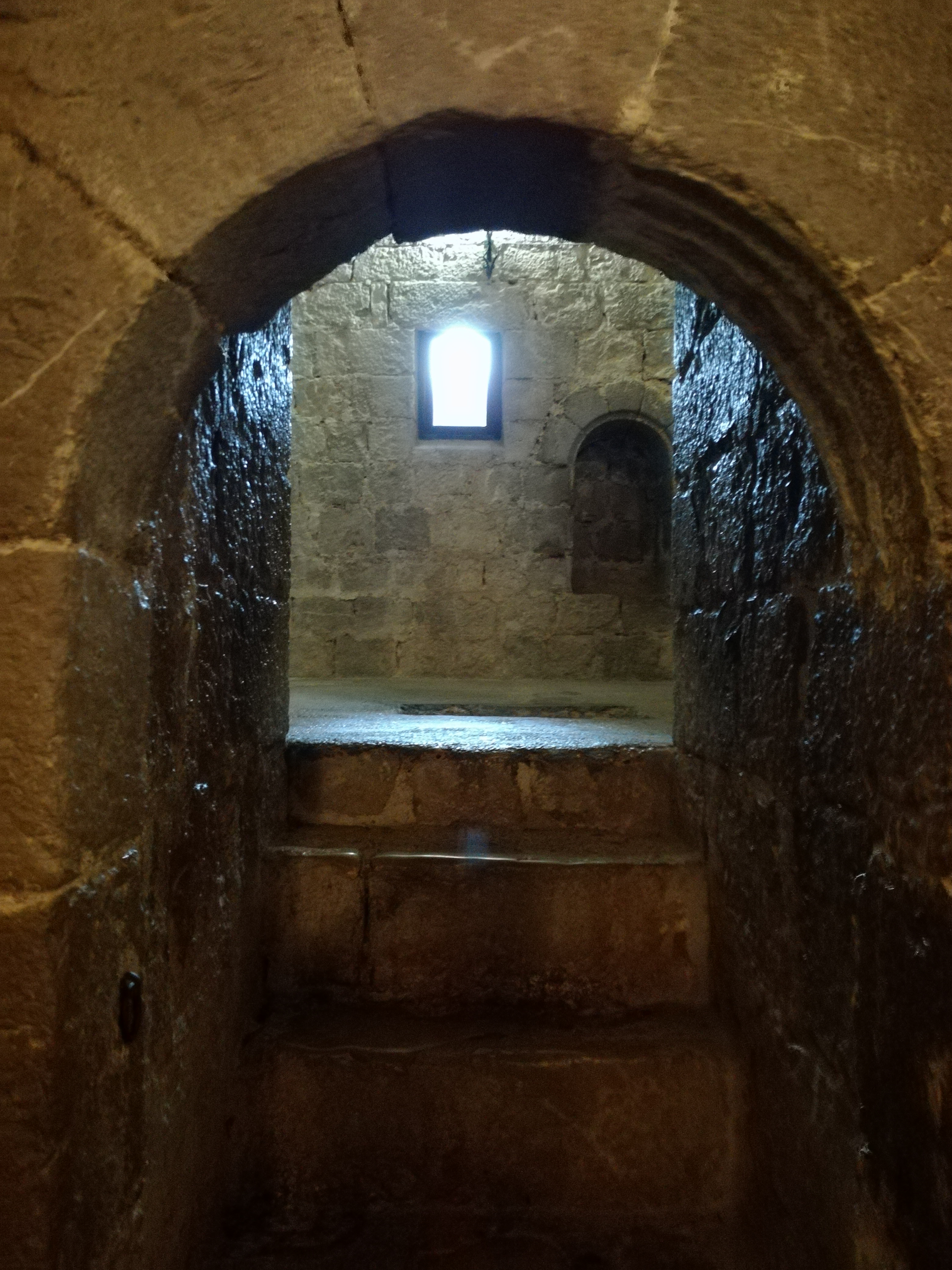
interno del castello  a Peniscola
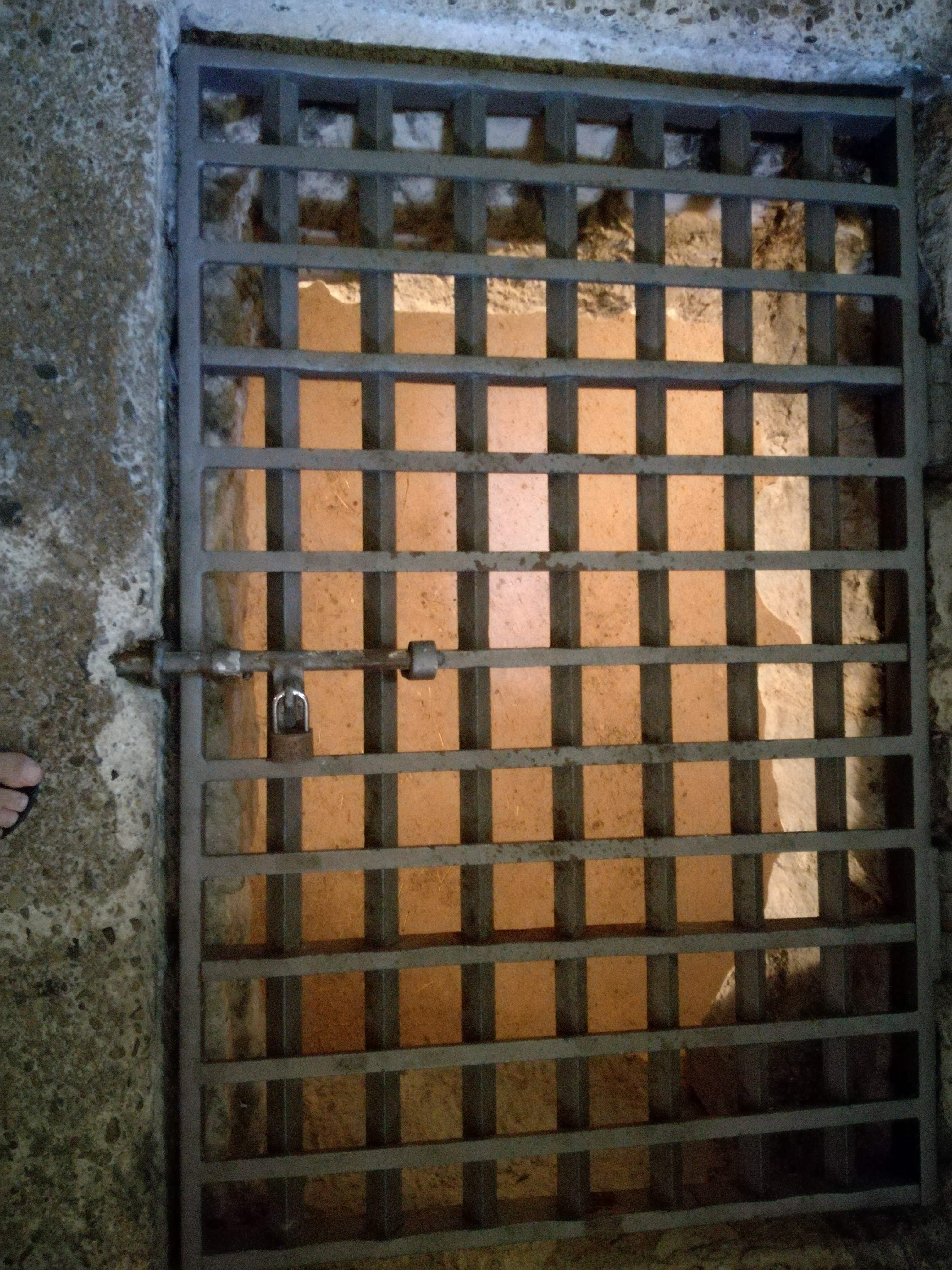
Grata del castello
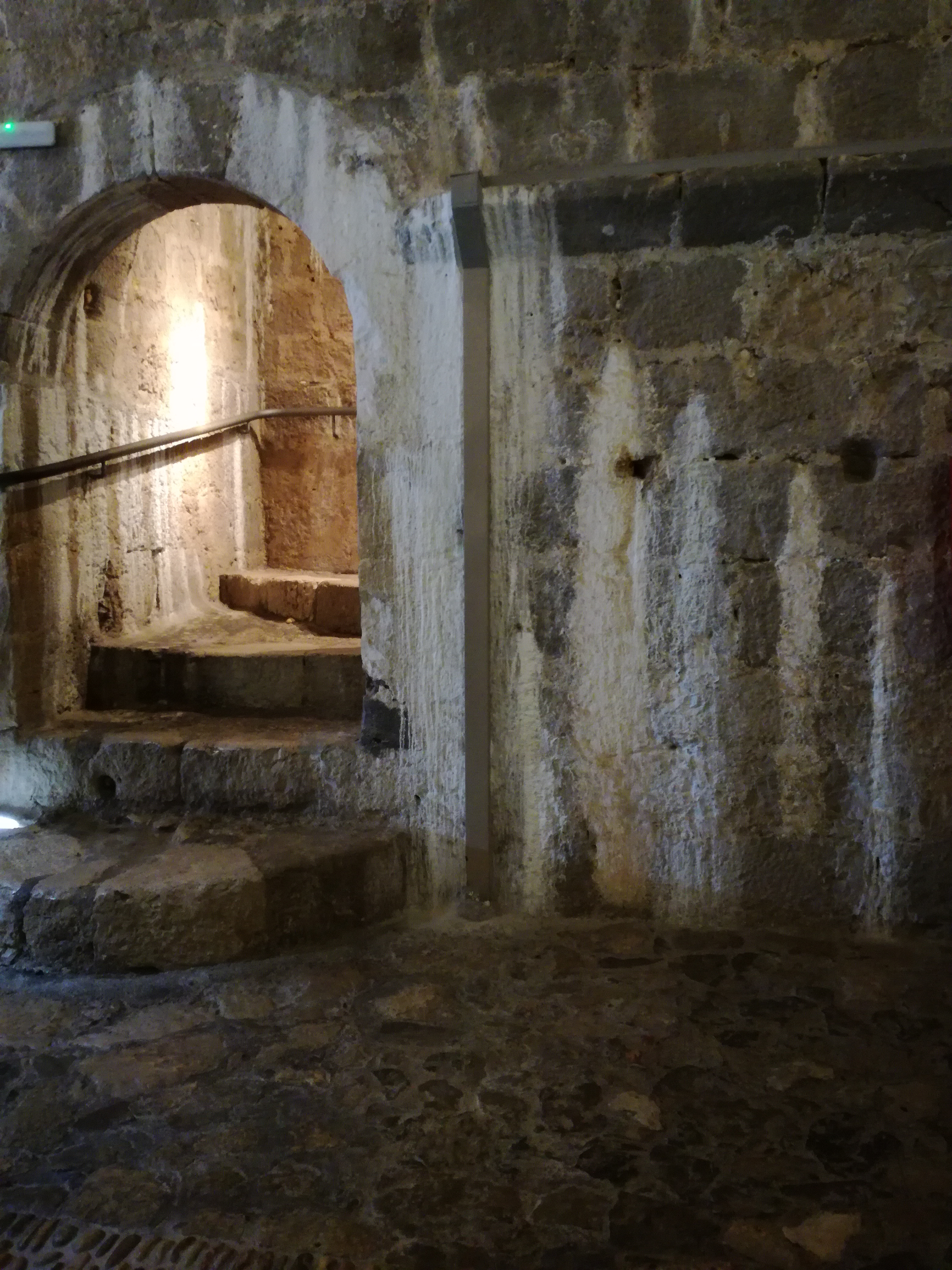
Veduta del castello di Peniscola interno
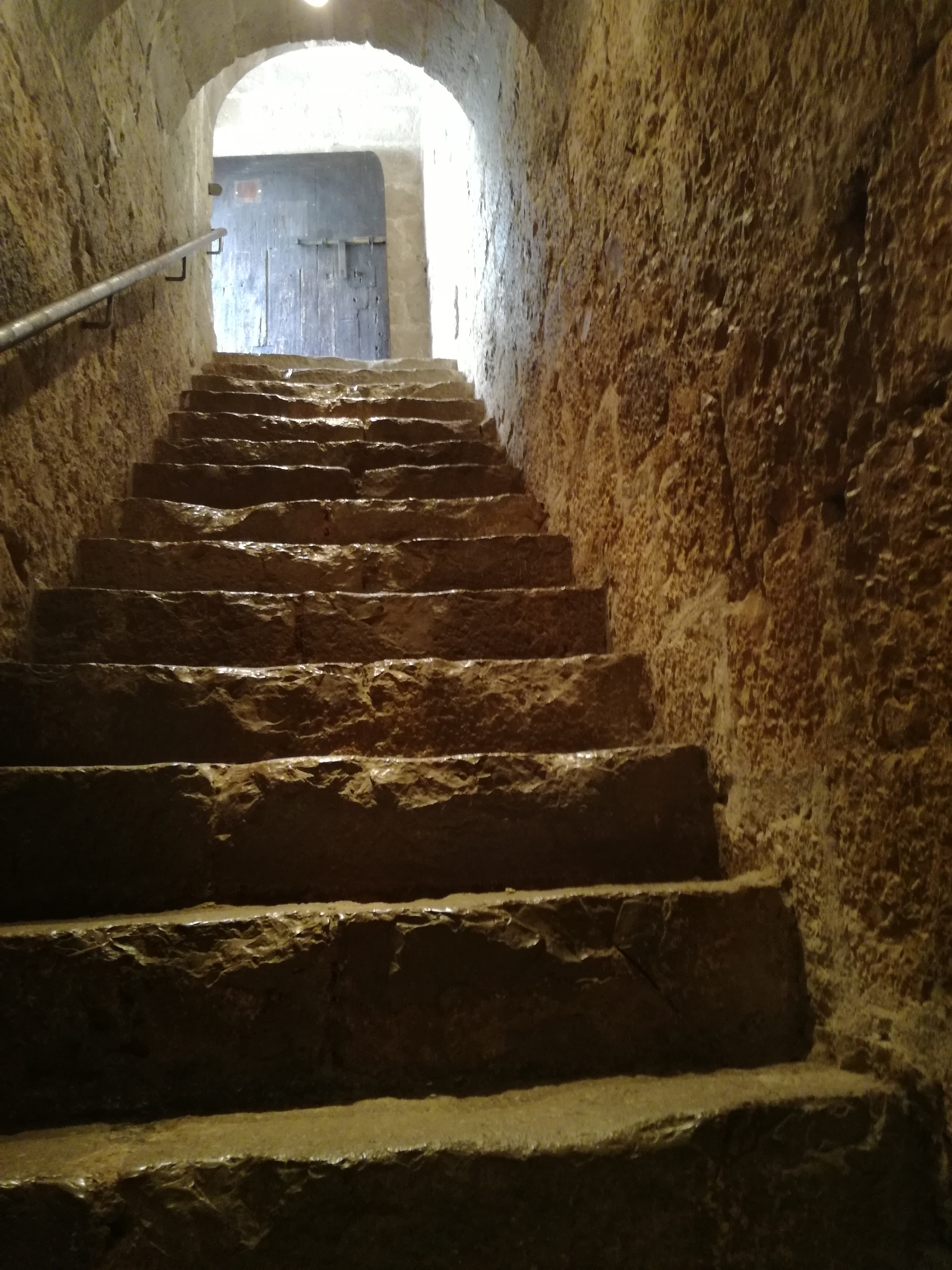
Scalinata Castello
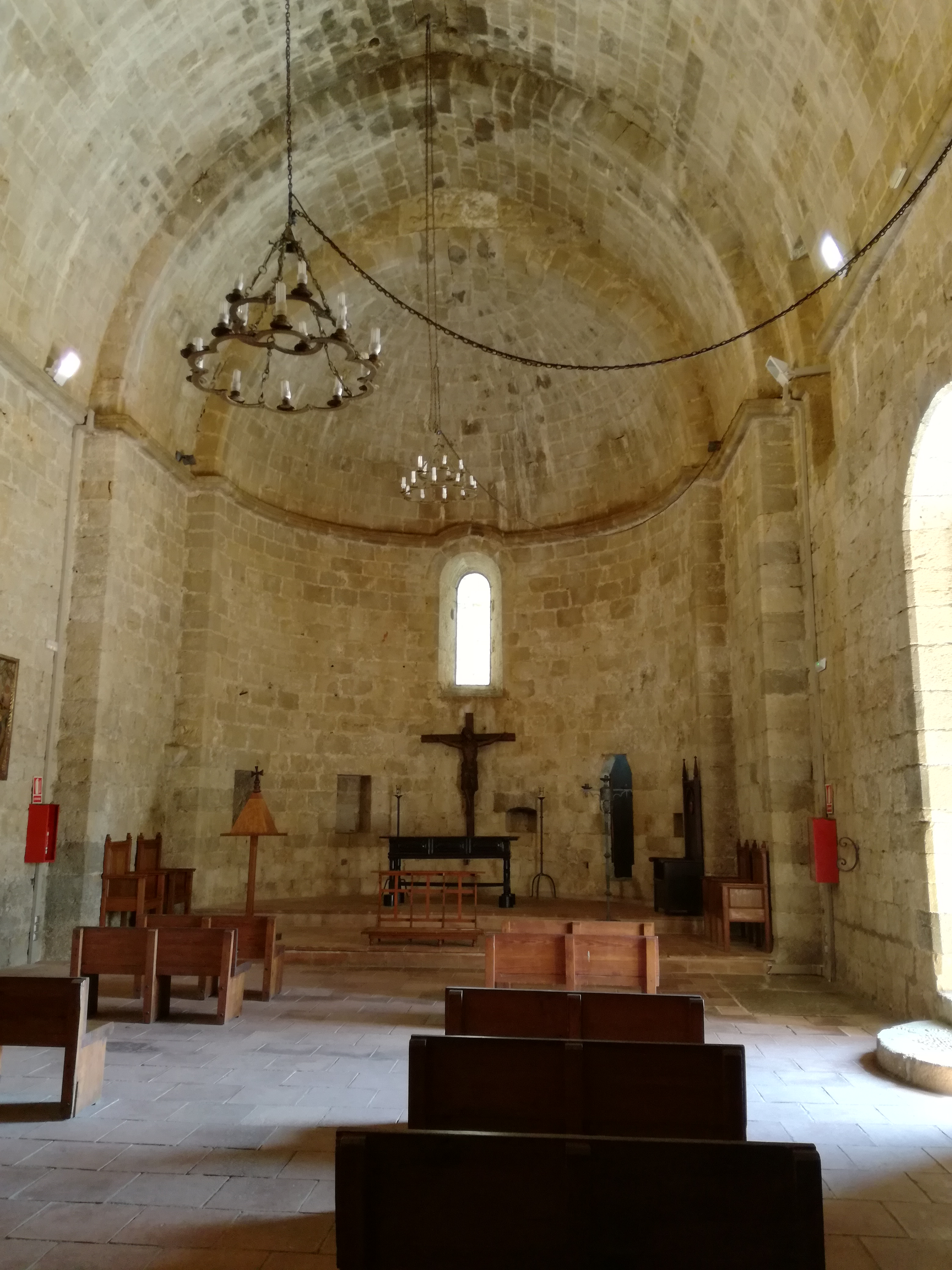
Cappella del castello di Peniscola
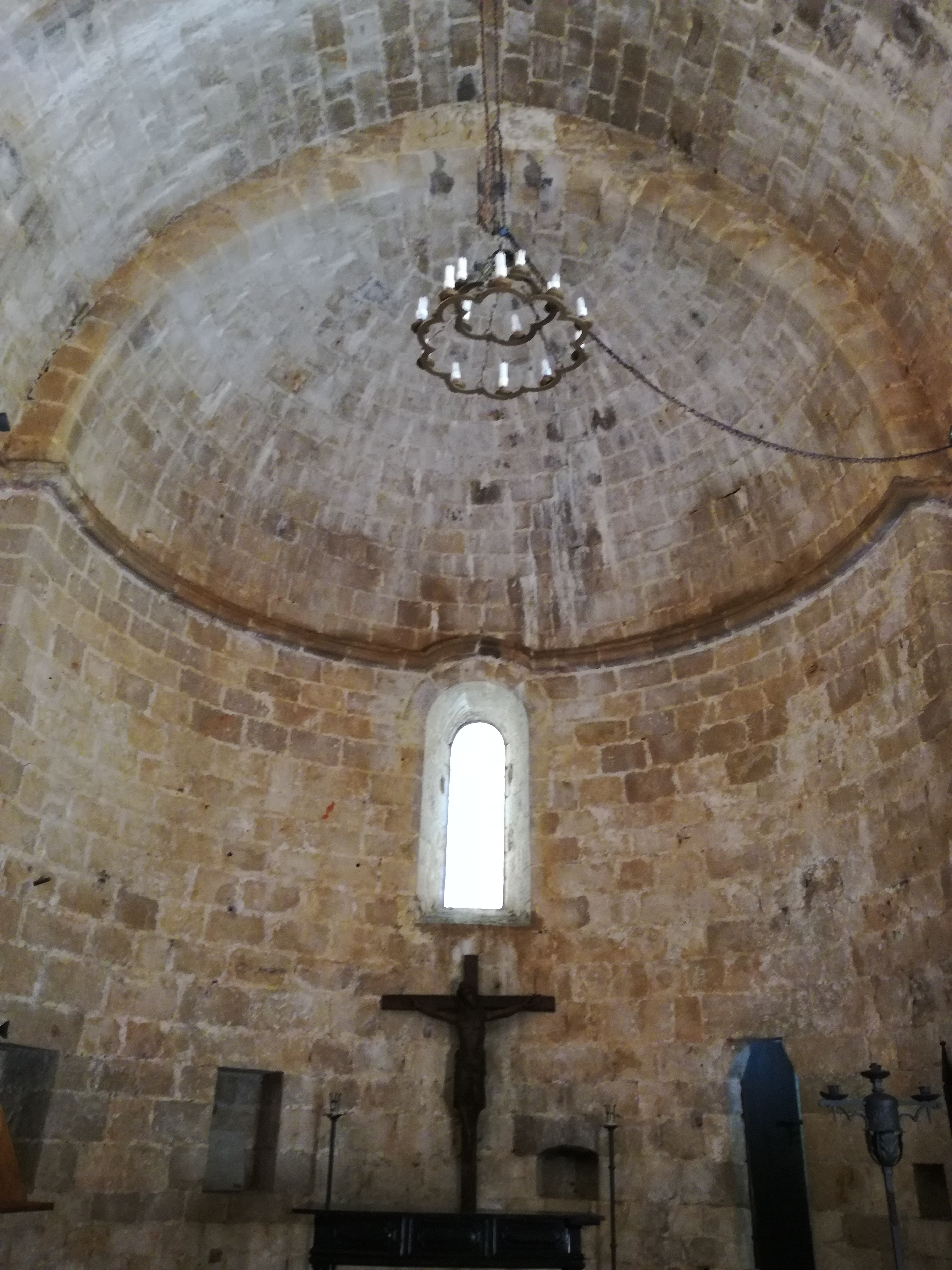
interno della cappella
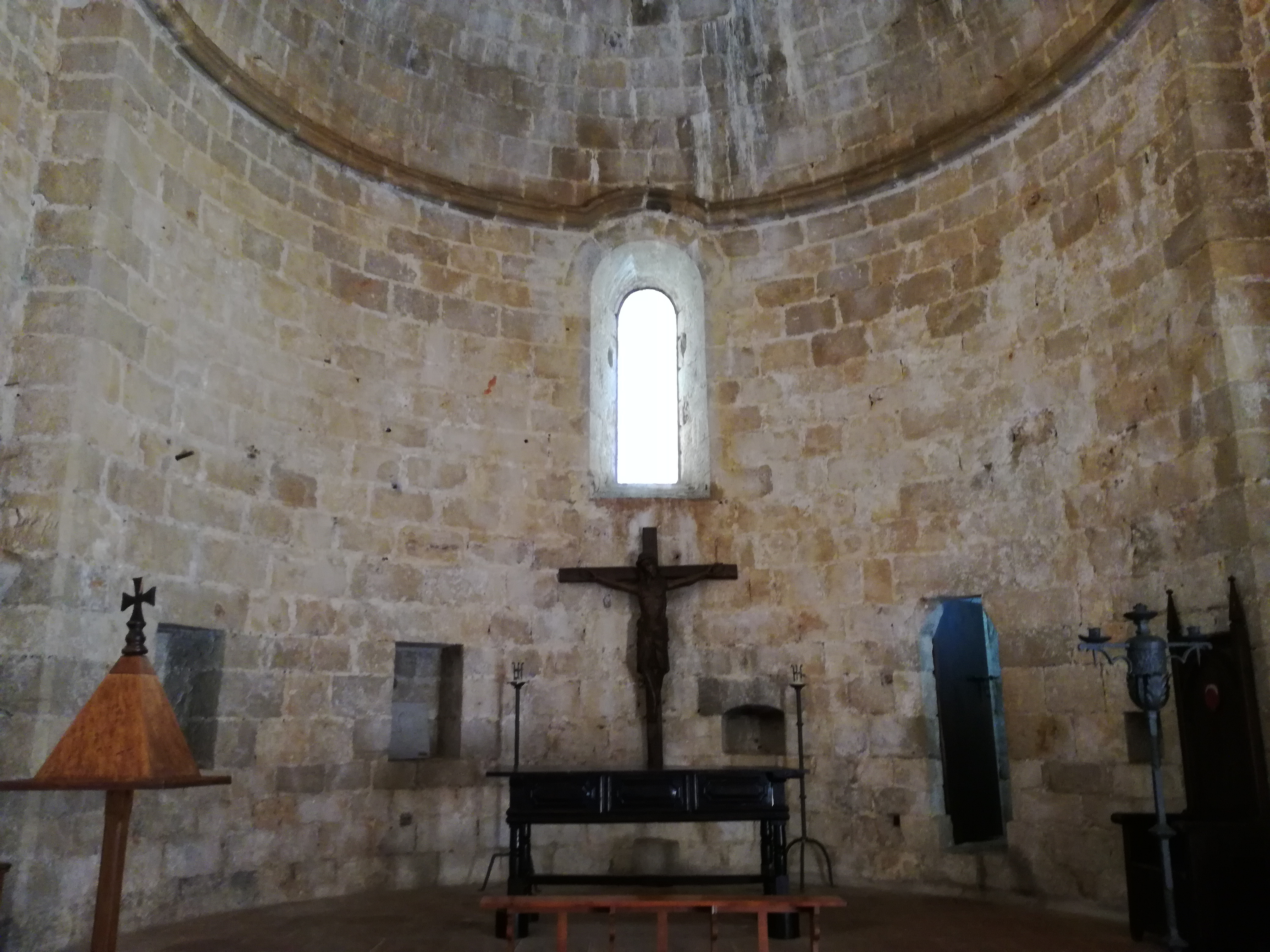
Abside della cappella del castello
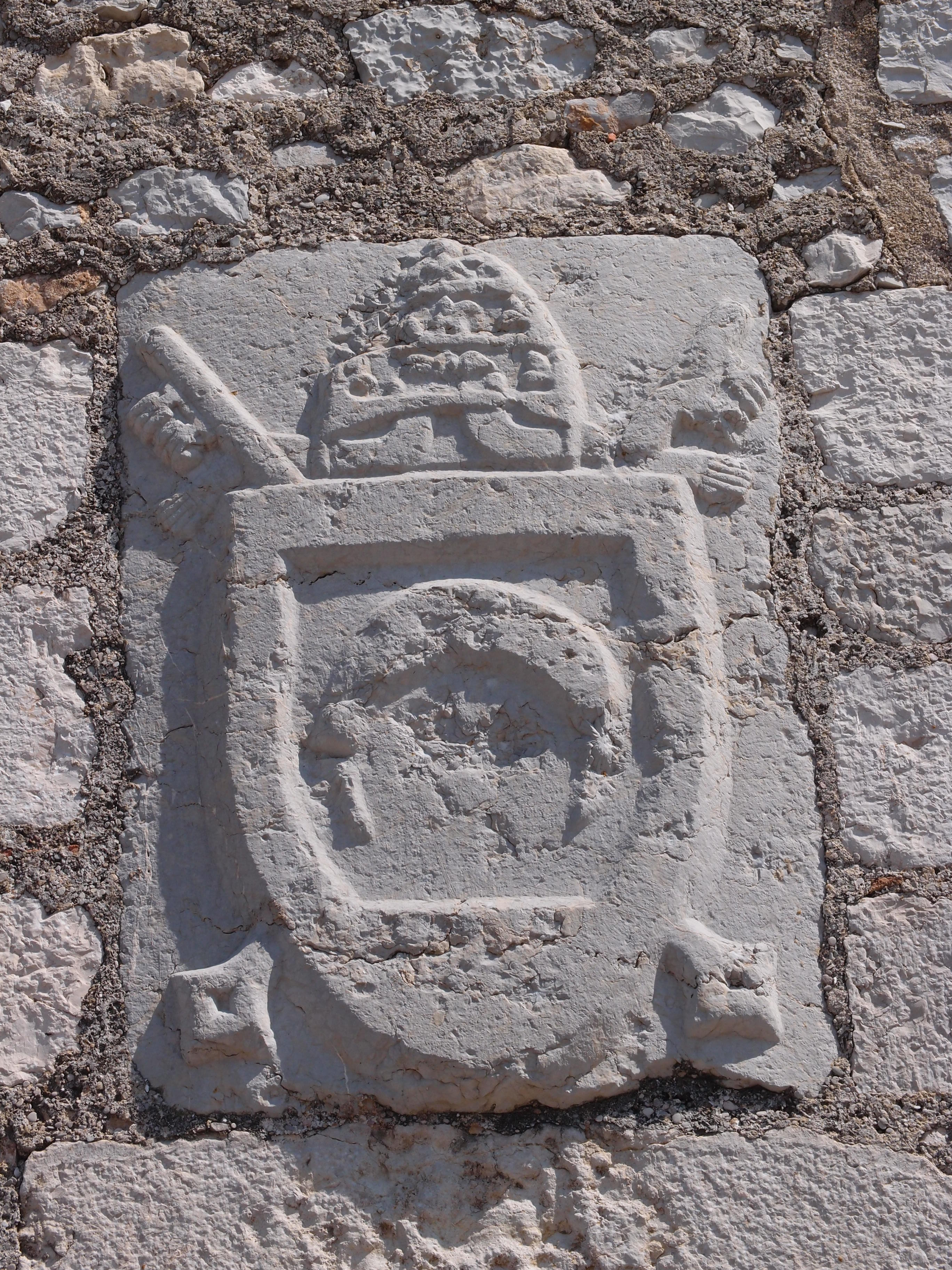
Stemma del Papa Luna
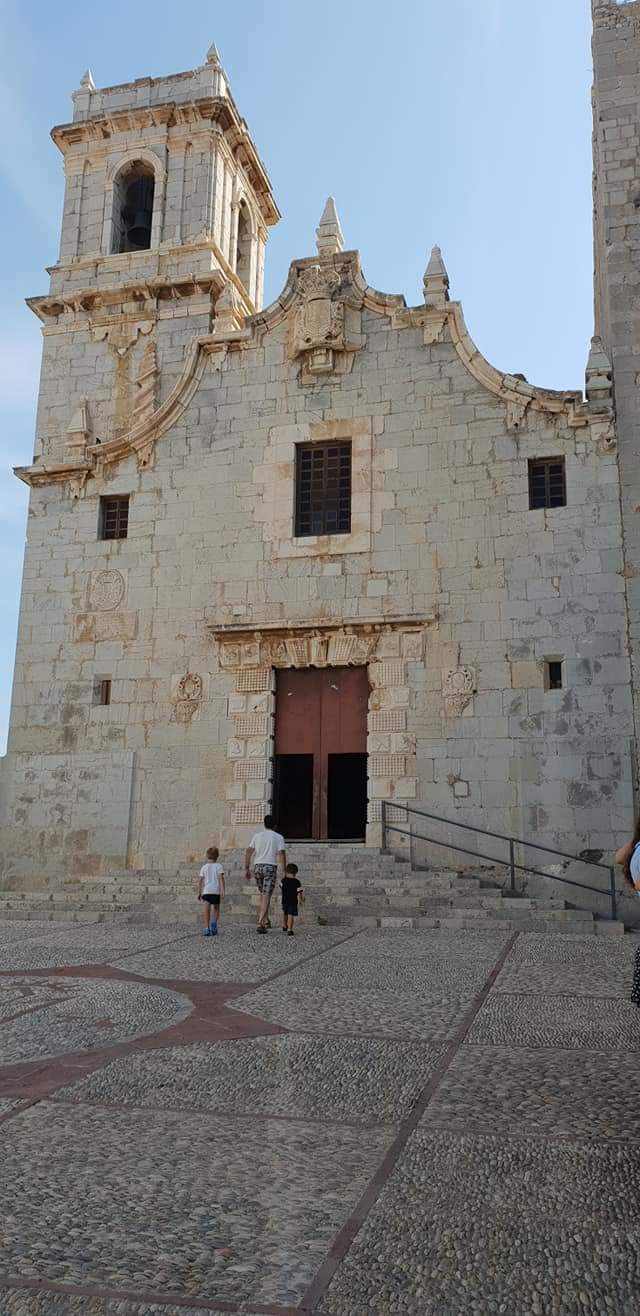
Chiesa a Peniscola appena sotto il castello
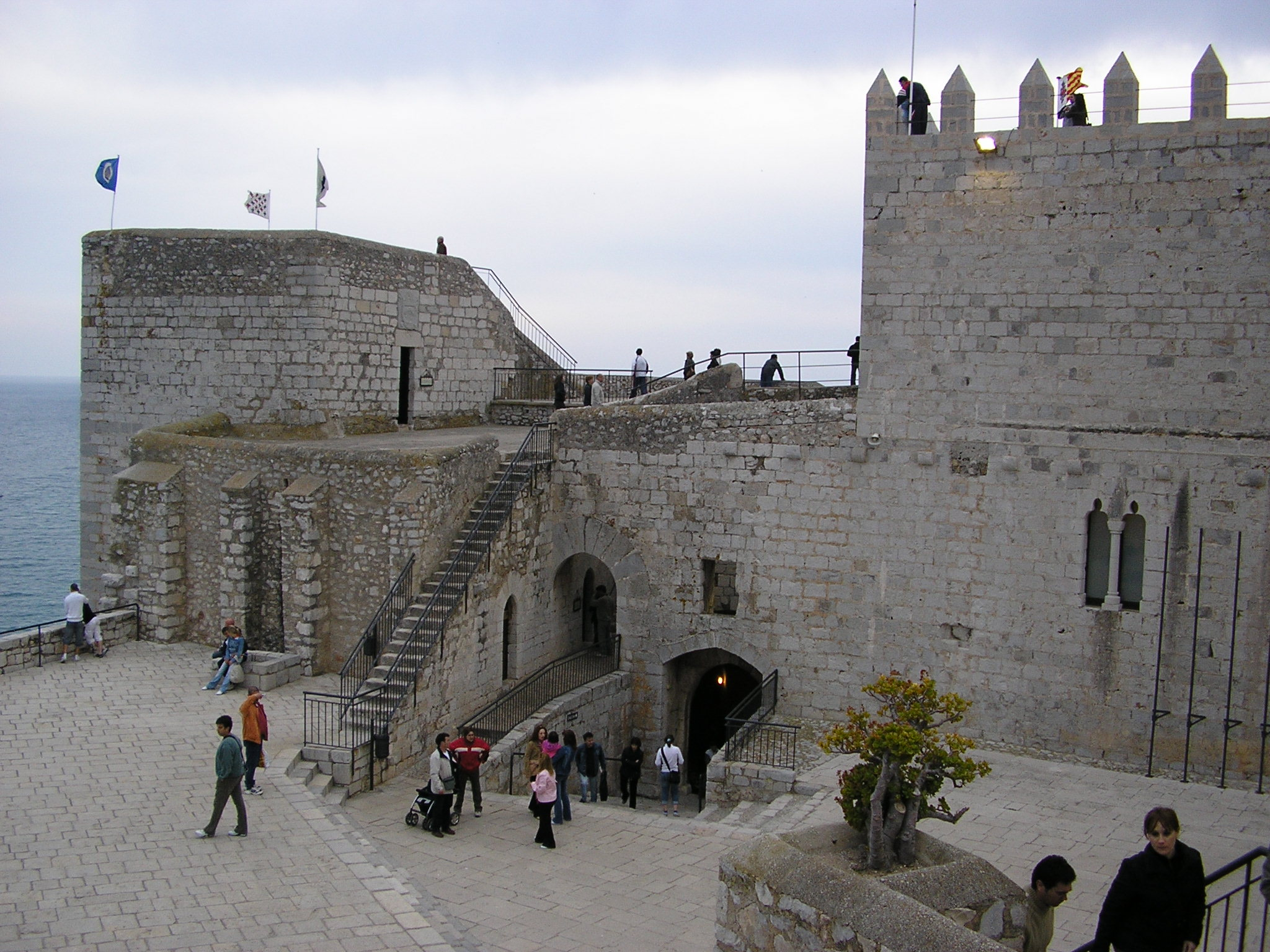
Vista della piazza d'armi